# Erechtia succedanii
Erechtia succedanii är en insektsart som beskrevs av Buckton. Erechtia succedanii ingår i släktet Erechtia och familjen hornstritar. Inga underarter finns listade i Catalogue of Life.